# Koenzim A
Koenzim A (CoA, CoASH, HSCoA) je koenzim, poznat po svojoj ulozi u sintezi i oksidaciji masnih kiselina, i oksidaciji piruvata u ciklusu limunske kiseline. Svi sekvencirani genomi kodiraju enzime koji koriste koenzim A kao supstrat, i oko 4% ćelijskih enzima ga koristi (ili tioestar, npr. acetil-) kao supstrat. On se sastoji od cistamina, pantotenata, i adenozin-trifosfata.

## Biosinteza
Koenzim A se sintetiše u petostepenom procesu iz pantotenata i cisteina:
1. Pantotenat (vitamin B5) se fosforiliše do 4'-fosfopantotenata enzimom pantotenat kinaza (PanK; CoaA; CoaX)
2. Cistein se dodaje 4'-fosfopantotenatu enzimom fosfopantotenoilcistein sintetaza (PPC-DC; CoaB) da formira 4'-fosfo-N-pantotenoilcistein (PPC)
3. se dekarboksiliše do 4'-fosfopanteteina fosfopantotenoilcistein dekarboksilazom (CoaC)
4. 4'-fosfopantetein se adeniliše do defosfo-CoA enzimom fosfopantetein adenilil transferaza (CoaD)
5. U završnom stupnju, defosfo-CoA se fosforiliše kosristeći ATP do koenzima A enzimom defosfokoenzim A kinaza (CoaE).

## Funkcija
Pošto je koenzim A u hemijskom pogledu tiol, on može da reaguje sa karboksilnim kiselinama da formira tioestre, tako da funkcioniše kao nosač acil grupe. On pomaže u transferu masnih kiselina iz citoplazme do mitohondrije. Molekul koenzima A koji nosi acetil grupu se takođe naziva acetil- (CoASH ili HSCoA).
Koenzim A je takođe izvor fosfopanteteinske grupe koja se dodaje kao prostetska grupa proteinima kao što je acil prenosni protein i formiltetrahidrofolat dehidrogenaza.

## Literatura
- „Overview of Fatty Acid Oxidation Reactions”. Архивирано из оригинала 17. 05. 2013. г. Приступљено 18. 08. 2011.

## Dodatne formule
- Koenzim A